# Новобусино
Новобусино — село в Кольчугинском районе Владимирской области России, входит в состав Есиплевского сельского поселения.

## География
Село расположено в 9 км на восток от центра поселения села Есиплево и в 18 км на восток от райцентра города Кольчугино.

## История
В селе существовали две каменные церкви: холодная и теплая с каменной колокольней. Обе церкви и колокольня были построены на средства помещика Ивана Александровича Неболсина. Холодная церковь была построена в 1787 году и освящена в честь Смоленской иконы Божьей Матери, в ней имелось два придельные престола: во имя Святителя Чудотворца Николая и во имя святого Димитрия чудотворца Ростовского. Теплая церковь находилась под колокольней и построена была в 1794 году, в ней имелся один престол — в честь Усекновения главы Иоанна Предтечи. В 1893 году приход состоял из села и деревень: Петроушино, Башкирдово, Вески, Семениха, селец: Бусино, Судиловка, Борисцево. Всех дворов в приходе 204, мужчин — 630, женщин — 673. В 1889 году в селе была открыта церковно-приходская школа, помещавшаяся в собственном доме. В годы Советской Власти обе церкви были разрушены.
В конце XIX — начале XX века село входило в состав Спасской волости Юрьевского уезда.
С 1929 года село являлось центром Новобусинского сельсовета в составе Кольчугинского района, с 2005 года — в составе Есиплевского сельского поселения.

## Население
| 1859 | 1905 | 2002 | 2010 | 2021 |
| ---- | ---- | ---- | ---- | ---- |
| 171  | ↘152 | ↗312 | ↗363 | ↘248 |

## Инфраструктура
В селе расположены МБОУ «Новобусинская основная школа», фельдшерско-акушерский пункт, отделение почтовой связи, сельхозпредприятие СПК «Свободный труд».

## Достопримечательности
В селе находится действующая деревянная Церковь Иоанна Предтечи (2005).